# Tecnología de la Antigua Roma

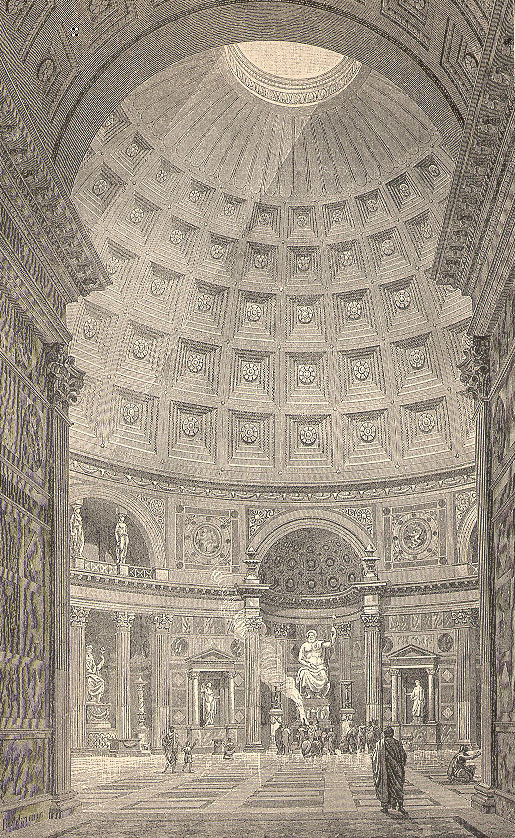
Grabado artístico con una vista del interior del Panteón de Agripa

La tecnología romana es el conjunto de técnicas, habilidades, métodos, procesos y prácticas de ingeniería que apoyaron e hicieron posible la expansión de la economía y del ejército de la antigua Roma a lo largo de su historia (753 a. C. - 476 d. C.).
El imperio romano fue una de las civilizaciones más desarrolladas tecnológicamente de la antigüedad, con algunos de sus conceptos e invenciones más avanzados olvidados durante las turbulentas épocas de la antigüedad tardía y de la Alta Edad Media. Poco a poco, algunas de las hazañas tecnológicas de los romanos fueron redescubiertas y/o mejoradas durante la Edad Media y el Renacimiento; especialmente en áreas como la ingeniería civil, los materiales de construcción, la tecnología del transporte y ciertos inventos como la segadora, que no se mejoraron hasta el siglo XIX. Los romanos lograron altos niveles de tecnología en gran parte porque asimilaron con gran sentido práctico tecnologías desarrolladas por los pueblos que fueron incorporando a su imperio, como griegos, etruscos, celtas o egipcios.
La tecnología desarrollada por una civilización está limitada por las fuentes de energía disponibles, y los romanos no fueron diferentes en este sentido, valiéndose principalmente de la fuerza humana, de los animales de tiro, de las corrientes de agua y del viento que impulsaba su flota.
Con estas limitadas fuentes de energía, los romanos lograron construir estructuras impresionantes, que en muchos casos se han conservado hasta la actualidad. La durabilidad de sus estructuras, como carreteras, presas y edificios, se explica por las técnicas y prácticas de construcción que utilizaron en sus proyectos de construcción. Roma y sus alrededores contenían varios tipos de materiales volcánicos, con los que los romanos experimentaron en la creación de materiales de construcción, particularmente cementos y morteros. Junto con el hormigón, los romanos utilizaron distintos tipos de piedra (como la caliza, el mármol, la arenisca o el granito), ladrillos y madera como materiales de construcción, dando forma a sus proyectos de ingeniería civil para sus ciudades (con notables obras de abastecimiento de agua y saneamiento) e infraestructuras de transporte para viajes por tierra y mar (entre las que ocuparon un lugar destacado su red de calzadas y numerosos puertos).
Así mismo, el sustento de la cada vez mayor población del imperio fue posible gracias al desarrollo de la agricultura intensiva, en la que destacó la introducción del conocido arado romano, que permitió incrementar la productividad de los campos de cultivo, beneficiados por la diseminación de los cultivos de cereales, de la vid, del olivo y de todo tipo de frutales. En paralelo, en el campo de la ganadería se consolidó la domesticación y selección de la práctica totalidad de las especies de animales domésticos habituales en la actualidad. La pesca también ocupó un lugar destacado, practicándose una amplia gama de técnicas para la conservación de alimentos perecederos, como el salazón, el ahumado, la deshidratación al sol o la fermentación (la salsa conocida como garum es un buen ejemplo de esta técnica). 
Los romanos también contribuyeron al desarrollo de tecnologías en el campo de batalla. La guerra era un aspecto esencial de la sociedad y la cultura romanas. El ejército no solo se utilizó para la adquisición territorial y la defensa, sino también como una herramienta para que los administradores civiles la utilizasen para ayudar al personal de los gobiernos provinciales, interviniendo en proyectos de construcción. Adoptaron, mejoraron y desarrollaron tecnologías militares para soldados de infantería, caballería y armas de asedio para entornos terrestres y marítimos.
Al estar familiarizados con la guerra, se acostumbraron a convivir con las lesiones físicas sufridas en las esferas civil y militar, lo que propició que innovasen las tecnologías médicas, en particular las prácticas y técnicas quirúrgicas.

### Animales de tiro

Esquema de una rueda de agua alimentada por su parte superior

### Energía hidráulica

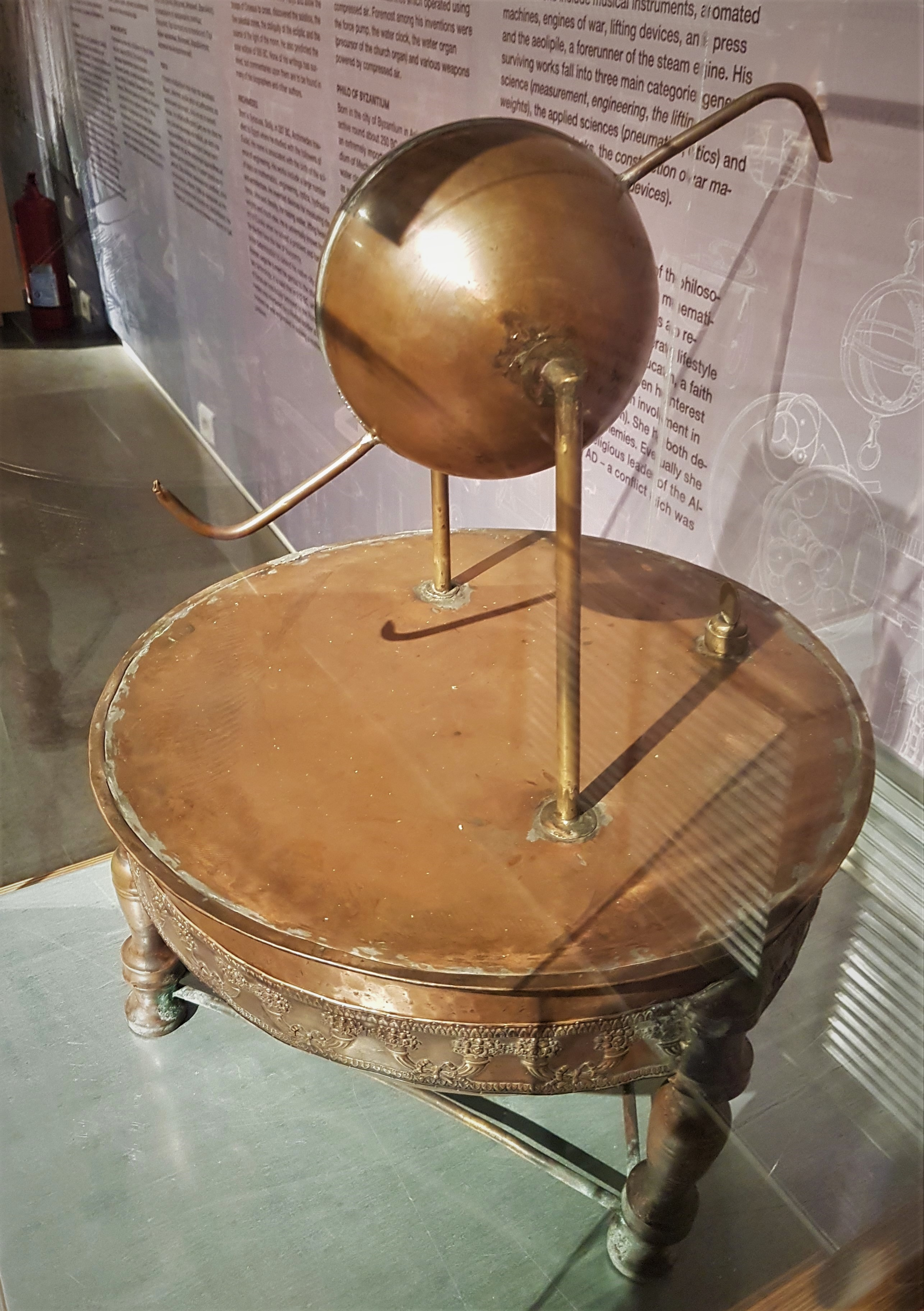
Reconstrucción de la máquina de vapor de Herón de Alejandría, el Aeolipile, siglo I d. C.

### Materiales e instrumentos de construcción

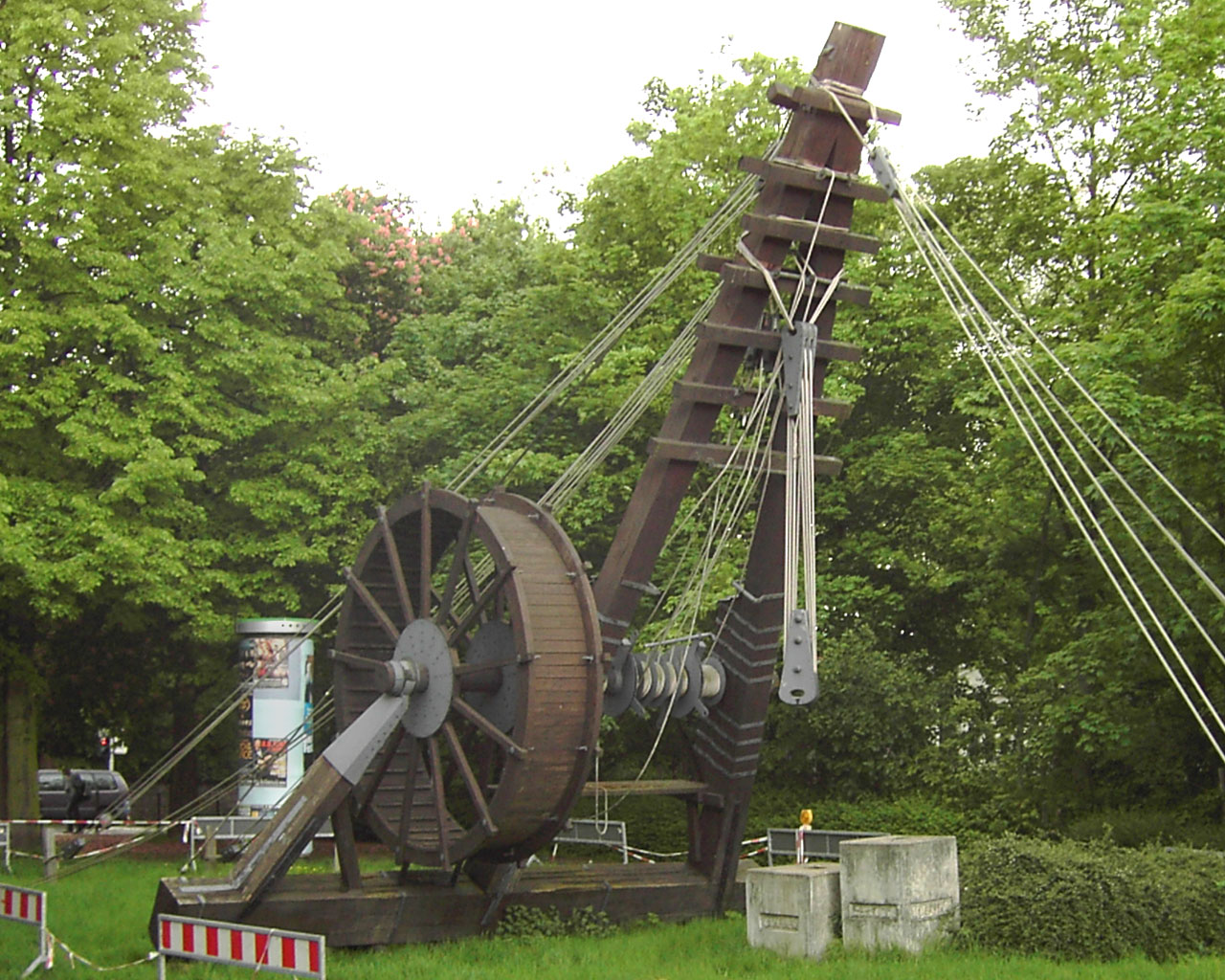
Reconstrucción de una grúa de rueda romana de 10,4 m de altura en Bonn, Alemania

### Edificios

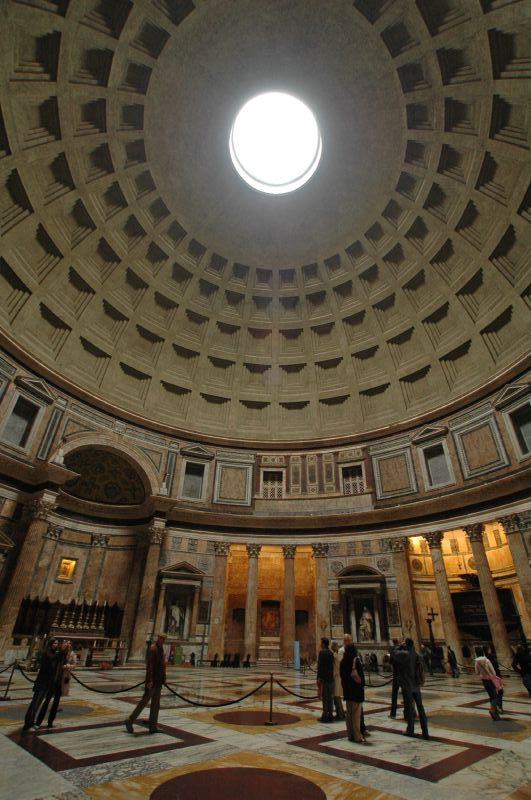
El Panteón de Agripa, construido entre los años 113 y 125

#### El Panteón

Basílica de Santa Sofía, construida en el año 537

#### Acueductos

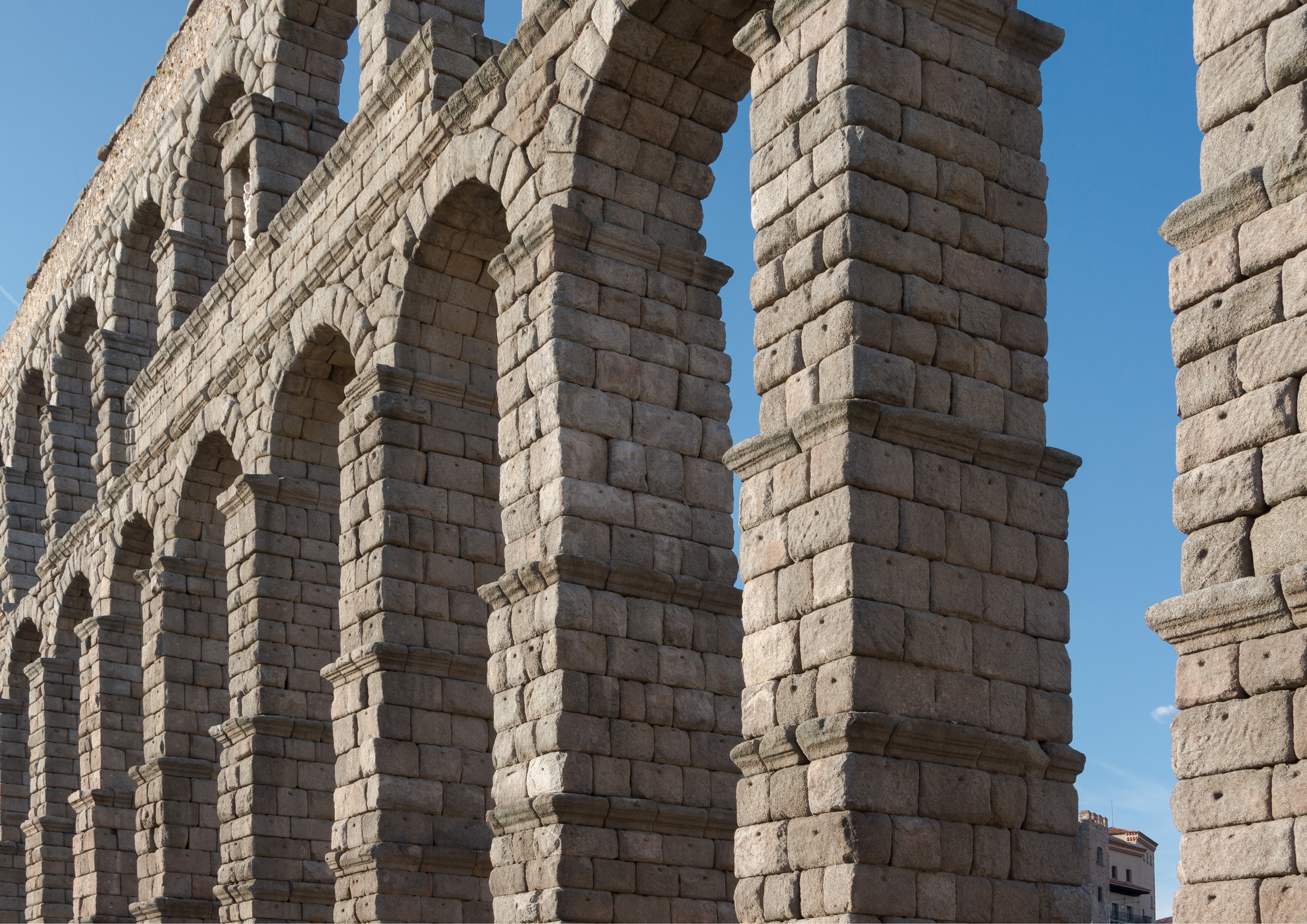
Acueducto romano de Segovia en la España actual, construido en el siglo I d. C.

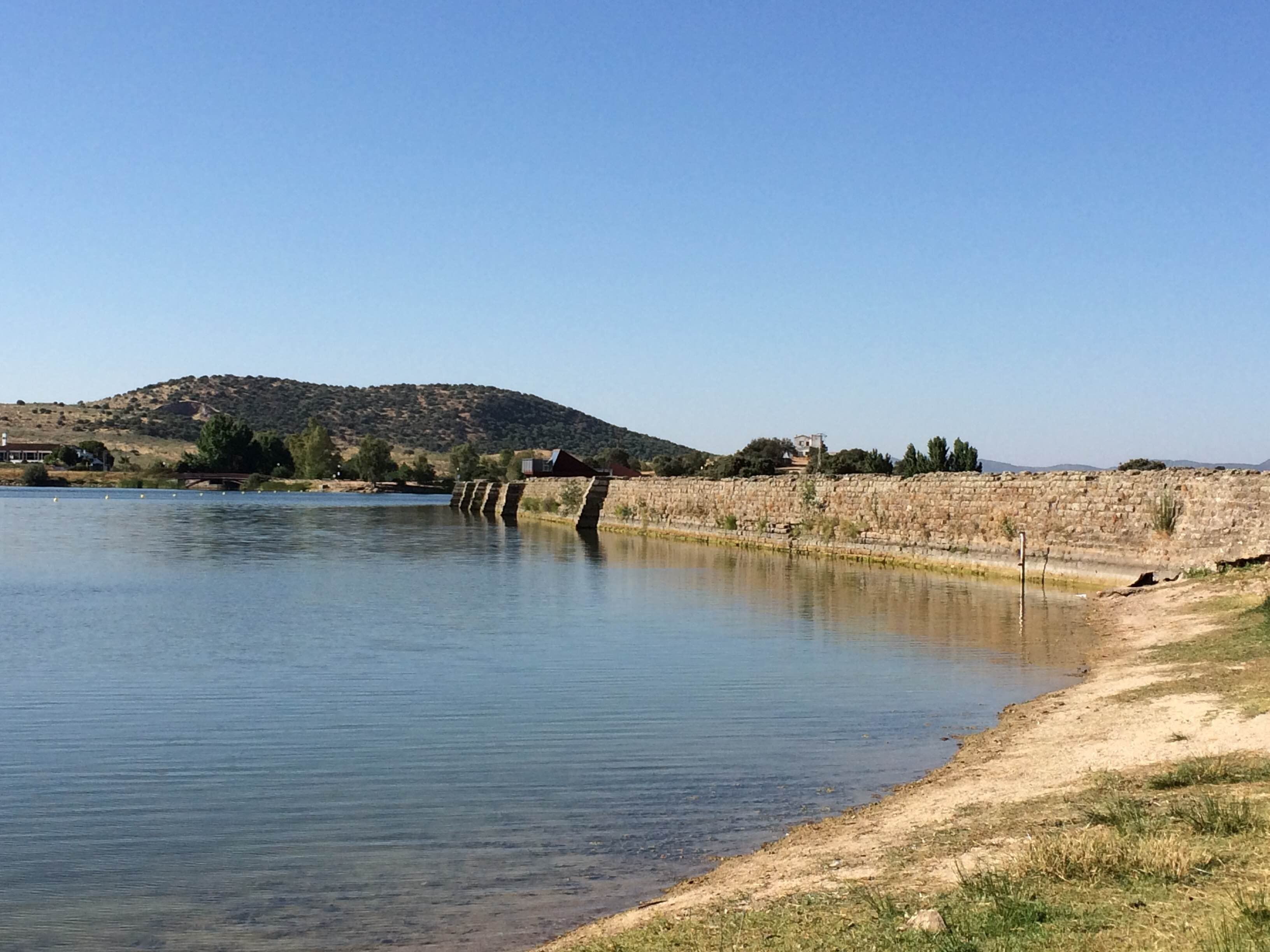
Presa de Proserpina (Mérida, España). Construida durante los siglos I a II d.C., todavía se utiliza en la actualidad

#### Saneamiento

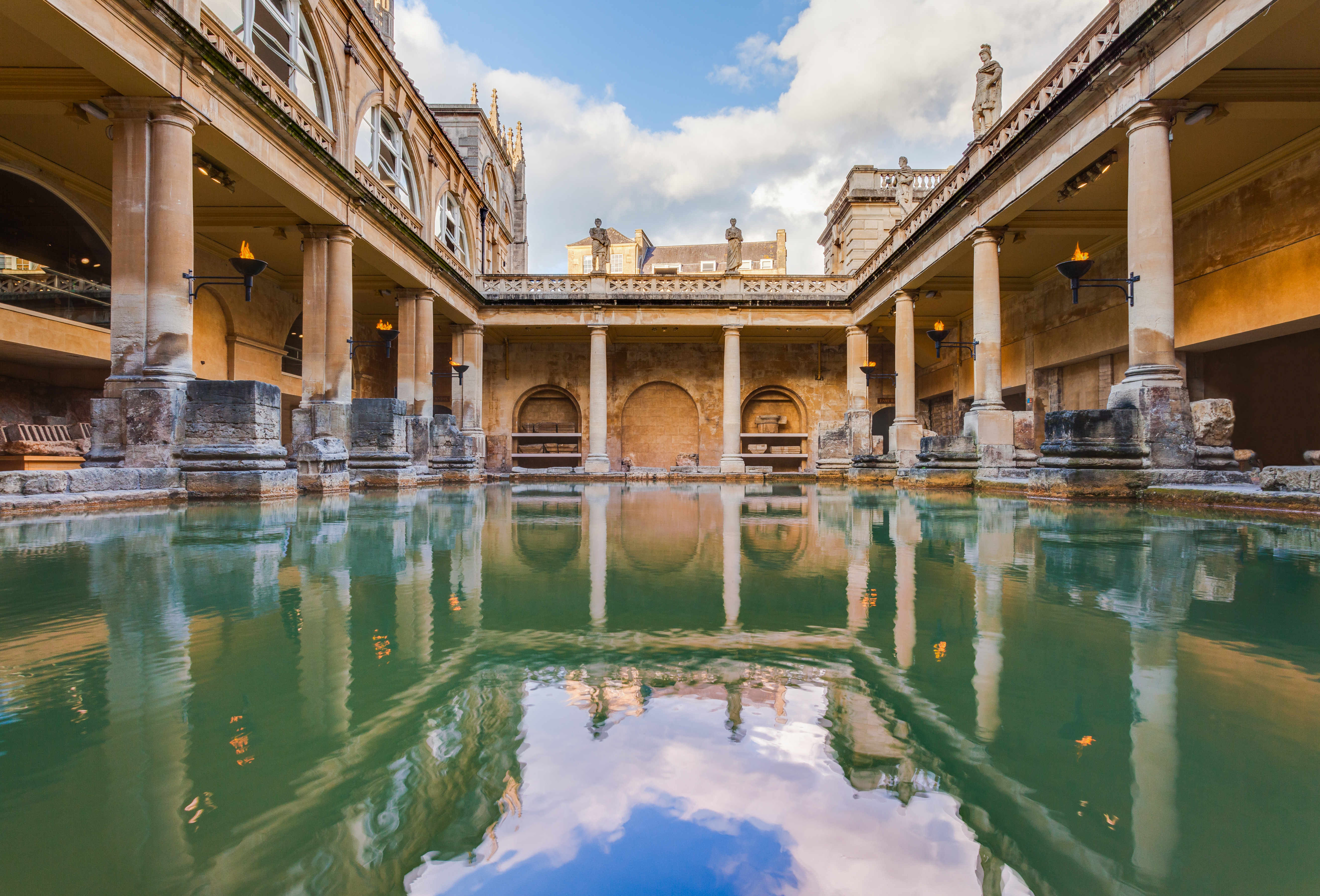
Baños romanos en la ciudad inglesa de Bath. Inicialmente, se construyó un templo en el sitio en el 60 d. C. El complejo de baños se construyó posteriormente

### Transporte

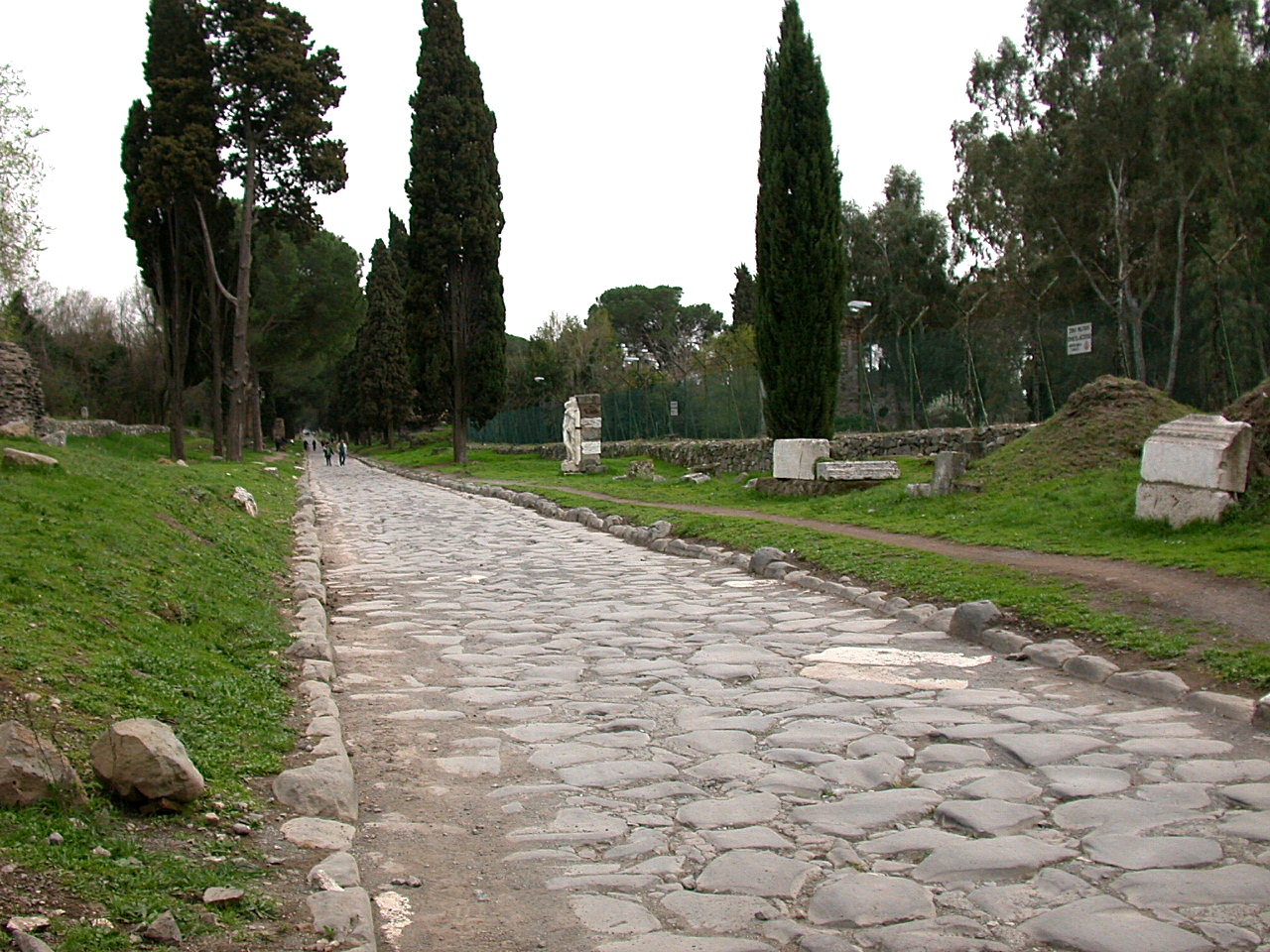
La Via Appia, construida entre el 312 y el 264 a. C.

#### Carros

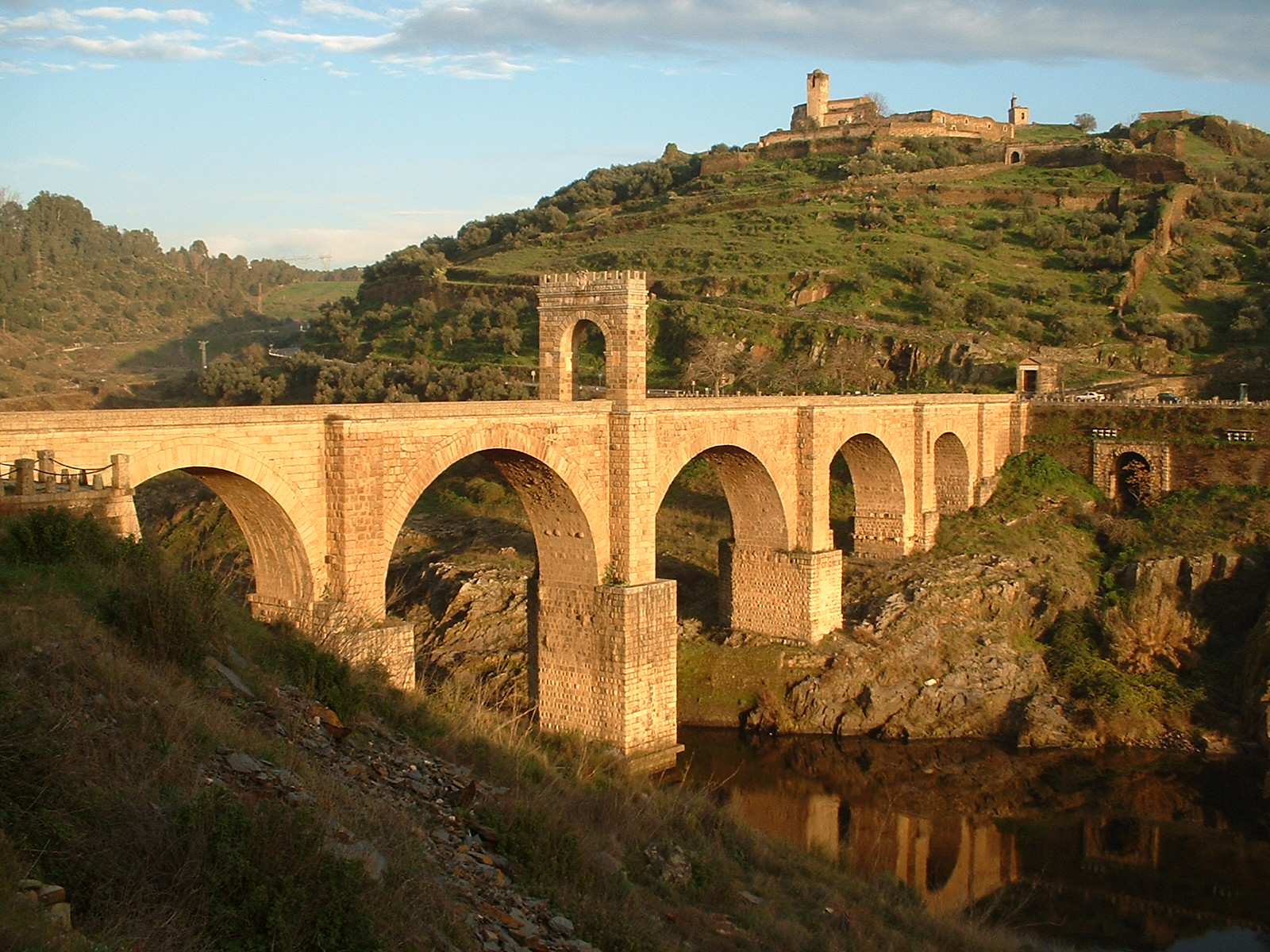
El Puente de Alcántara (104 al 106 d. C.), construido en un estilo similar al del Puente de Trajano

### Minería

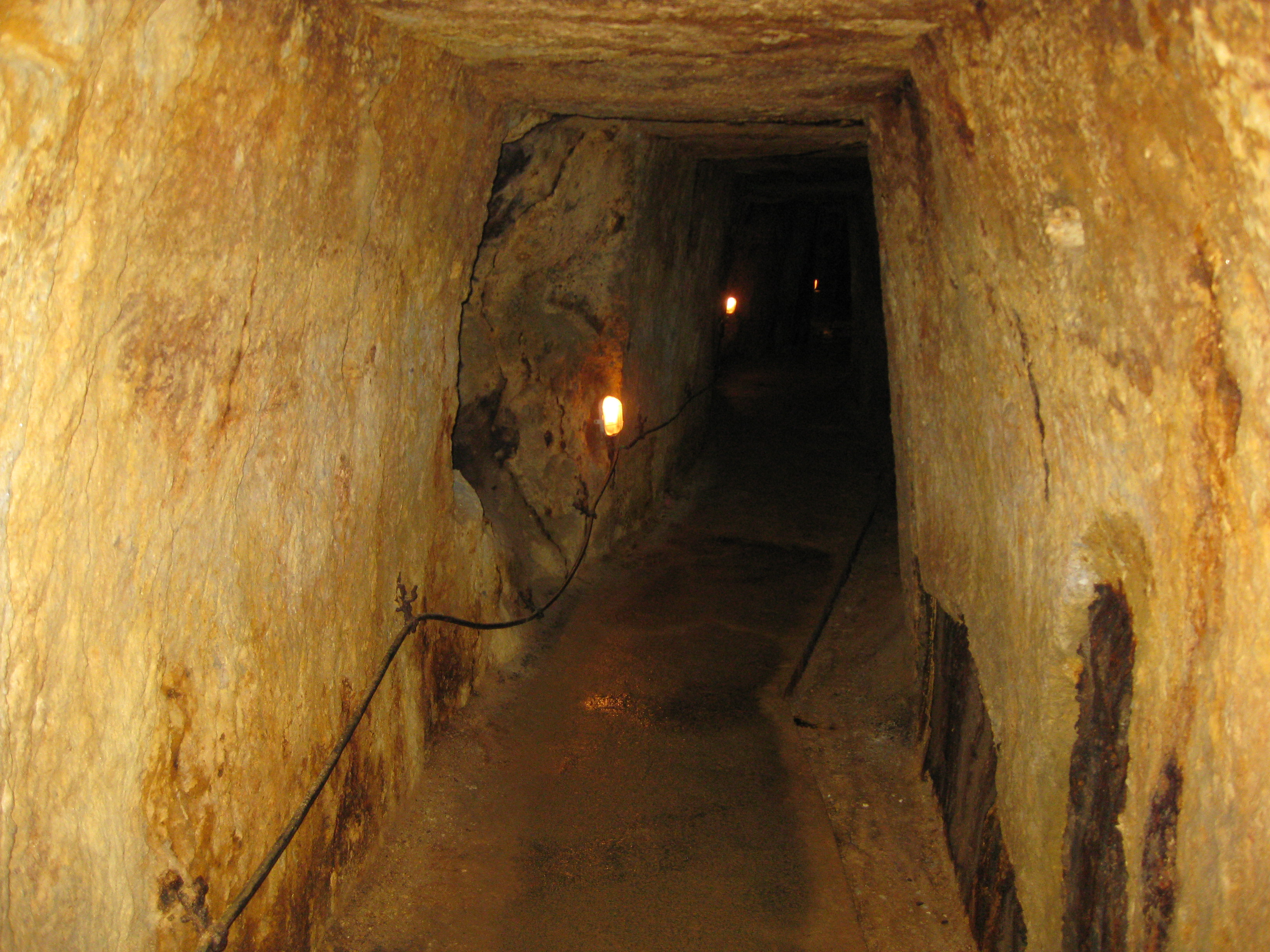
Mina de oro Rosia Montana

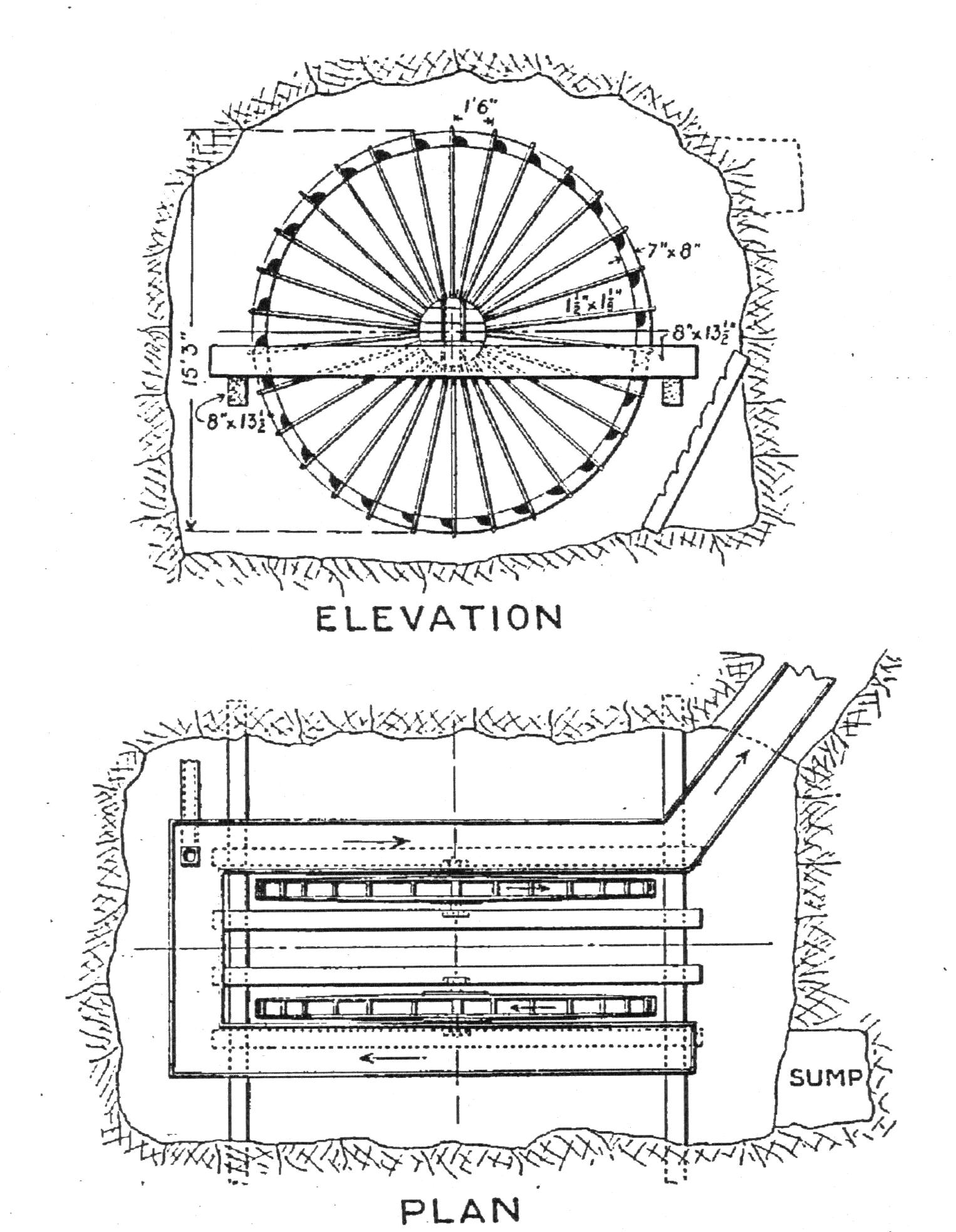
Ruedas hidráulicas empleadas en las minas de Río Tinto.

#### Armaduras

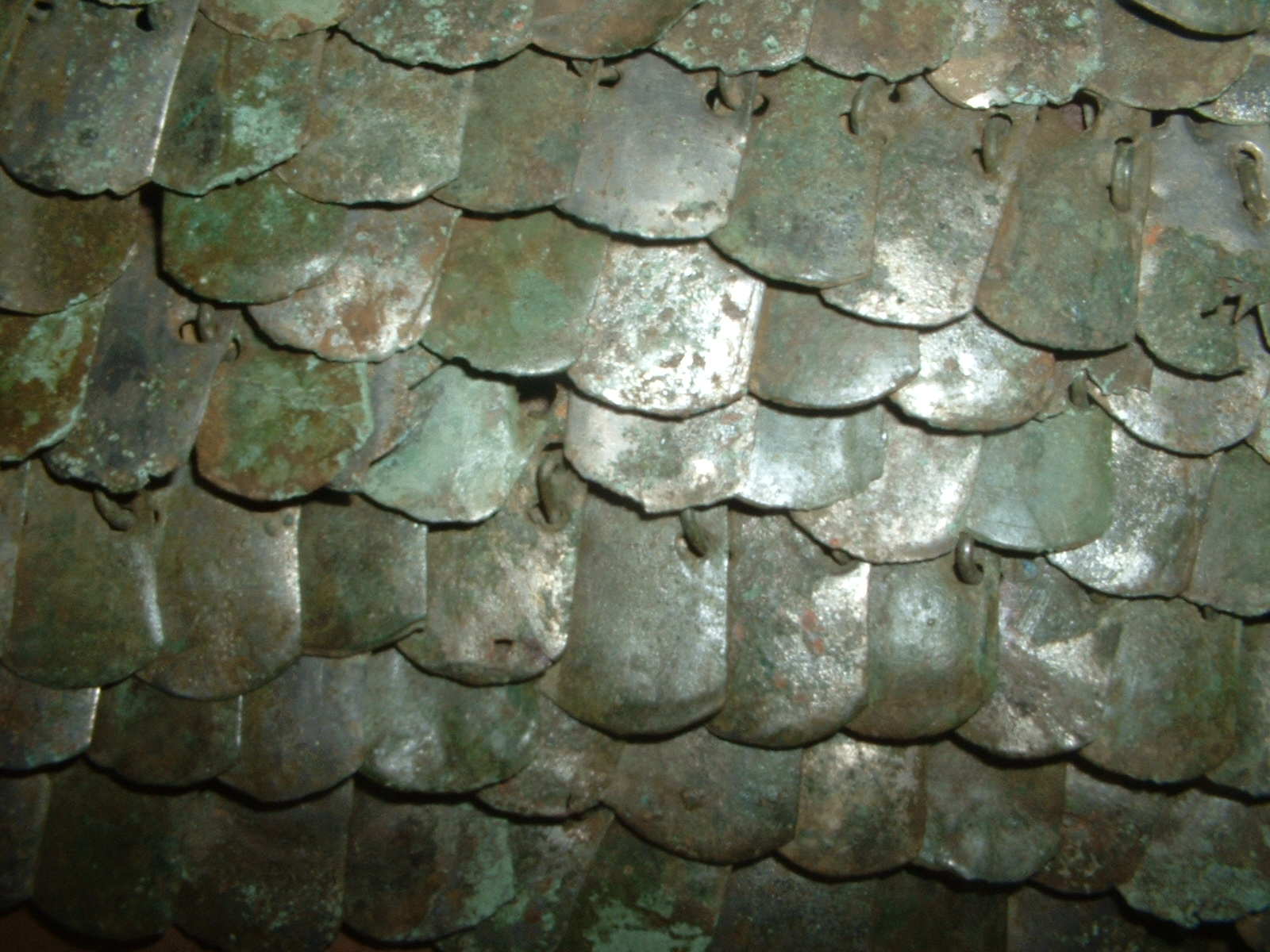
Armadura romana de escamas superpuestas (lorica segmentata)